# 格里戈里·佩雷尔曼
格里戈里·雅科夫列维奇·裴瑞爾曼（俄语：Григорий Яковлевич Перельман，羅馬化：Grigori Yakovlevich Perelman，1966年6月13日—）是俄罗斯数学家，生於蘇聯列寧格勒（現改稱為聖彼得堡）。他是一位里奇流专家，對龐加萊猜想的证明作出了決定性的貢献。

## 早期生活
佩雷尔曼出生于列宁格勒，父母是俄罗斯犹太人。在圣彼得堡国立大学就学，专业是高等数学和物理程序。1982年参加国际数学奥林匹克竞赛獲取滿分，得到金牌。他在圣彼得堡国家大学数学和力学系获博士学位，此后在圣彼得堡俄罗斯科学院的斯捷克洛夫数学研究所工作。
1990年代初佩雷尔曼到美国多所大学工作。开始他在科朗数学研究所和石溪大学。而后于1993年申请到了加州大学伯克利分校为期两年的研究职位。1994年证明了灵魂猜想后，包括普林斯顿大学和斯坦福大学在内的顶尖学校都聘请他去任教，而被他拒绝。他于1995年夏天回到俄罗斯并重新在圣彼得堡斯捷克洛夫研究所工作。到2002年秋为止他最多以他在比较几何方面的工作而知名。在这个方面他获得了一些可观的结果。

## 解決龐加萊猜想
2002年11月他在arXiv发表了一篇文章，这是一系列文章的第一篇。这些文章似乎说明裴瑞爾曼证明了几何化猜想，这个猜想的一个特殊情况就是龐加萊猜想。许多人认为，法国数学家昂利·龐加萊于1904年提出的龐加萊猜想是拓扑学最著名的未解决的问题。许多数学家试图证明这个问题，克莱数学学院为它的解决出赏金一百万美元。
裴瑞爾曼的解题方案在于使用里奇流来改变理察·哈密頓的几何化方法。与直接的拓扑学方案相比，这个方案似乎更可行。數學界經過反覆的檢查，最終認為他的證明沒錯。
1990年代初他拒绝接受欧洲数学协会的奖金，有人说他是“非常不物质主义”。至今为止他也不打算将他的证明发表在任何同行評審的数学杂志上，而在一份同行评价的杂志上发表其证明是获得该奖金的条件之一。另一方面，至今为止其他数学家对他在预印本文献库上发表的文章的检查已经远超过了杂志中的同行评价，该奖金的委员会表示在这种情况下它可能修改获得奖金的条件，对预印本文献库来说，这是一个非常重要的步骤，因为它将arXiv预印本文献库提高到与传统出版物相同的地位。
2005年底，他辞去了斯捷克洛夫数学研究所工作，住在圣彼得堡其母亲的公寓，以母亲的退休金和他的积蓄維生。
2014年7月，有數家俄羅斯媒體報導，裴瑞爾曼前往瑞典生活，取得十年工作簽證，在一間奈米科技公司工作。不過，稍后他被目击在圣彼得堡的家附近。

## 費爾茲獎和千禧年大獎難題
2006年5月，費爾茲獎委员会投票授予格里戈里·裴瑞爾曼費爾茲獎，而他宣布不接受此奖。为此，国际数学联盟主席约翰·波尔（John M. Ball）爵士於2006年6月亲自抵达聖彼得堡，试图说服他接受費爾茲獎，在经过两天内十小时的尝试后，约翰·波尔爵士無奈放弃。
2006年8月22日，第25屆國際數學家大會舉行，但他並未出席此次大會，也沒有接受費爾茲獎，成为首位拒绝接受費爾茲獎的数学家。历史上只有亚历山大·格罗滕迪克由于政治原因，於1968年宣布放弃費爾茲獎，但事后经说服，改为接受費爾茲獎的荣誉，但不参加在莫斯科的授奖。
2010年3月18日，獲授予破解千禧年大奖难题之獎，同年6月18日他未出席授奖仪式，也未接受100万美元的奖金。裴瑞爾曼认为千禧年大奖难题未同时授予另一位数学家理查德·哈密顿是不公正的，因此不接受該獎。

## 相關資料
- Anderson, M.T. 2005. Singularities of the Ricci flow （页面存档备份，存于）. Encyclopedia of Mathematical Physics, Elsevier. (Comprehensive exposition of Perelman's insights that lead to complete classification of 3-manifolds)
- The Associated Press, . CNN. 2004-07-01  [2006-08-15]. （原始内容存档于2006-08-13）.
- Cao, Huai-Dong; Xi-Ping Zhu.  (PDF). Asian Journal of Mathematics. June 2006, 10 (2). （原始内容 (PDF)存档于2012-05-14）.  Erratum. Revised version (December 2006): Hamilton-Perelman's Proof of the Poincaré Conjecture and the Geometrization Conjecture Archive.today的存檔，存档日期2012-06-29
- Collins, Graham P. . Scientific American. 2004, (July): 94–103.
- Jackson, Allyn.  (PDF). Notices of the AMS. September 2006  [2012-09-13]. （原始内容存档 (PDF)于2012-10-21）.
- Kleiner, Bruce; Lott, John. . 2006-05-25. arXiv:math.DG/0605667 .
- Kusner, Rob.  (PDF).   [2006-08-22]. （原始内容存档 (PDF)于2006-09-01）. (an account of Perelman's talk on his proof at MIT; pdf file; also see Sugaku Seminar 2003-10 pp 4–7 for an extended version in Japanese)
- Lobastova, Nadejda; Hirst, Michael. . The Daily Telegraph. 2006-08-20  [2006-08-24]. （原始内容存档于2006-11-19）.
- Morgan, John W.; Gang, Tian. . 2006-07-25. arXiv:math.DG/0607607 .
- Mullins, Justin. . New Scientist. 2006-08-22  [2012-09-13]. （原始内容存档于2012-10-20）.
- Overbye, Dennis. . The New York Times. 2006-08-15  [2006-08-15]. （原始内容存档于2009-04-10）.
- Randerson, James. . The Guardian (London). 2006-08-16  [2012-09-13]. （原始内容存档于2007-06-04）.
- Robinson, Sara. . The New York Times. 2003-04-15  [2006-08-20]. （原始内容存档于2006-05-17）.
- Schecter, Bruce. . New Scientist. 2004-07-17, 183 (2456).
- Weeks, Jeffrey R. . New York: Marcel Dekker. 2002. ISBN 0-8247-0709-5. (The author is a former Ph.D. student of Bill Thurston.)
- Weisstein, Eric. . Mathworld. 2004-04-15  [2006-08-22]. （原始内容存档于2006-08-21）.

## 外部連結
- 佩雷爾曼發表在arXiv.org上的論文 （页面存档备份，存于）
- 斯杰克洛夫数学研究所彼得斯堡部(俄文) （页面存档备份，存于）
- 約翰·J·奧康納; 埃德蒙·F·羅伯遜, ,  （英语）
- 格里戈里·佩雷尔曼在數學譜系計畫的資料。
- 格里戈里·佩雷尔曼 在国际奥林匹克数学竞赛中的成绩
- Fields Medals awarded at the 2006 IMU （页面存档备份，存于）
- International Congress of Mathematicians 2006 （页面存档备份，存于）
- Perelman's arXiv eprints （页面存档备份，存于） (link to APS mirror due to server strain on arxiv.org re Perelman)
- Mathematics & Mechanics Faculty of Saint Petersburg State University （页面存档备份，存于）
- Petersburg Department of Steklov Institute of Mathematics （页面存档备份，存于）
- Notes and commentary on Perelman's Ricci flow papers （页面存档备份，存于）
- International Mathematical Olympiad 1982 (Budapest, Hungary) （页面存档备份，存于）
- Maths solution tops science class （页面存档备份，存于） (Link to BBC News page)
- Breakthrough Of The Year: The Poincaré Conjecture--Proved （页面存档备份，存于）
- Perelman refuses a million dollars to live in complete poverty （页面存档备份，存于）
- ICM 2006 Video Presentation （页面存档备份，存于）
- He Conquered the Conjecture （页面存档备份，存于） essay on Perelman by John Allen Paulos from The New York Review of Books
- The man who refused a million dollars （页面存档备份，存于）